# Áyios Sóstis
Áyios Sóstis (Agios Sostis) är en ort i Grekland.   Den ligger i prefekturen Fthiotis och regionen Grekiska fastlandet, i den centrala delen av landet, 170 km nordväst om huvudstaden Aten. Áyios Sóstis ligger 162 meter över havet och antalet invånare är 240.
Terrängen runt Áyios Sóstis är kuperad åt nordost, men åt sydväst är den bergig. Runt Áyios Sóstis är det ganska glesbefolkat, med 21 invånare per kvadratkilometer. Närmaste större samhälle är Spercheiáda, 3,4 km väster om Áyios Sóstis. 